# Prueba del pato

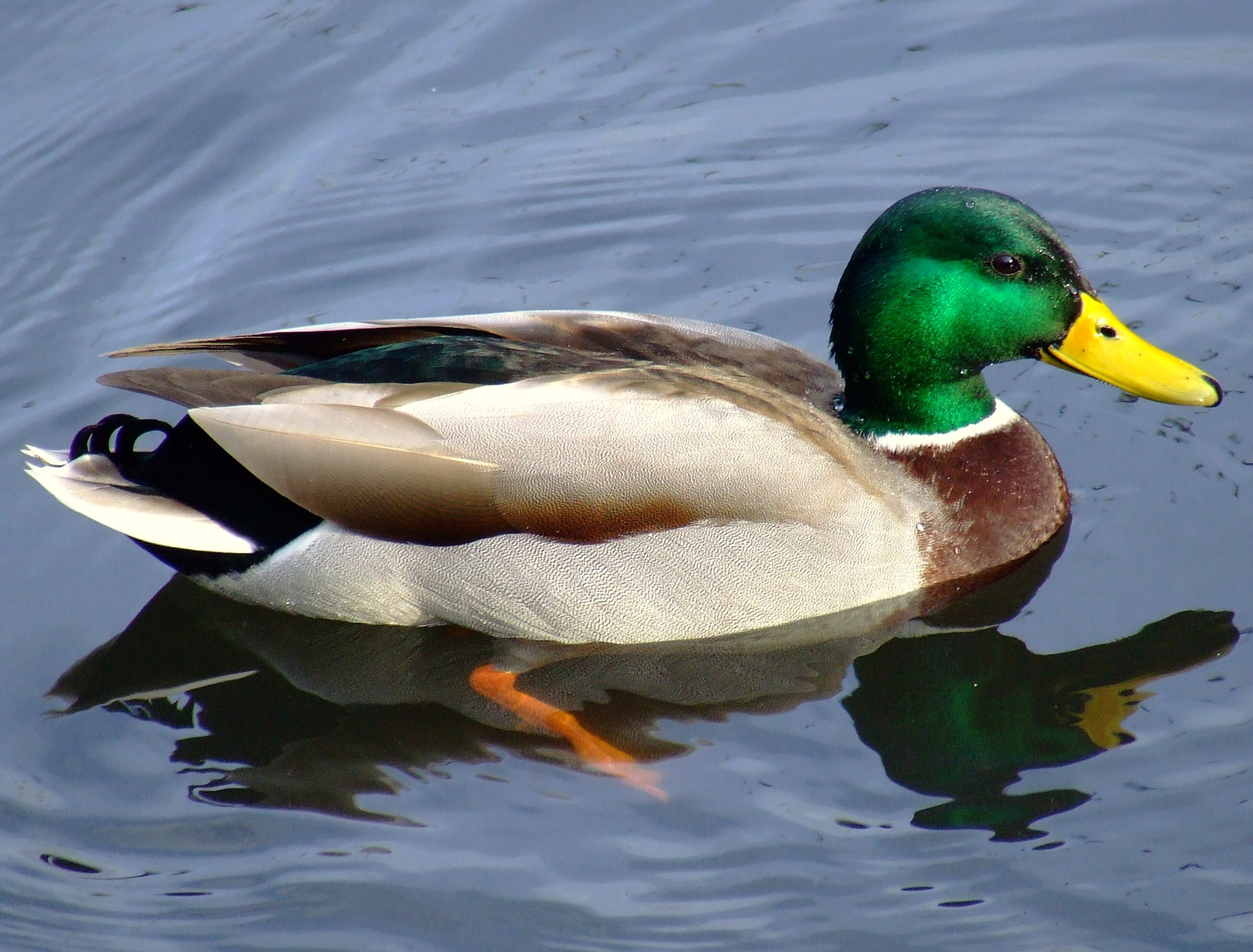
Un pato nadando.

El test del pato es una expresión humorística que se refiere a una forma de razonamiento inductivo. La expresión más conocida es: 

Si parece un pato, nada como un pato, y grazna como un pato, entonces probablemente sea un pato.

El test implica que una persona puede identificar un objeto desconocido si observa con atención sus características habituales. Es usado habitualmente para rebatir argumentos abstrusos (de difícil comprensión) sobre que algo no es lo que parece ser.

## Historia
El poeta estadounidense James Whitcomb Riley (1849-1916) puede haber sido el que acuñó la frase cuando escribió "cuando veo un pájaro que anda como un pato, nada como un pato y grazna como un pato, lo llamo pato". Años más tarde Emil Mazey, secretario y tesorero de la United Auto Workers, en un encuentro laboral en 1946 acusó a una persona de ser comunista utilizando la misma expresión.
El término se popularizó entre la población al ser usado por el embajador de Estados Unidos en Guatemala en 1950, acusando a Jacobo Arbenz Guzmán, dirigente del país, de ser comunista:

Suponga que usted ve un pájaro caminando por una granja. Este pájaro no tiene una etiqueta que ponga "pato". Pero el pájaro ciertamente parece un pato. También va al estanque y usted denota que nada como un pato. Entonces abre su pico y parpa como un pato. Bien, pues en ese punto usted puede deducir claramente que es un pato, lleve una etiqueta o no la lleve.

Richard Cushing usó la misma expresión en 1964 para referirse a Fidel Castro.